# Makedonien i olympiska sommarspelen 2008
Makedonien i olympiska sommarspelen 2008 bestod av 7 idrottare som blivit uttagna av Makedoniens olympiska kommitté.

## Brottning
- Huvudartikel: Brottning vid olympiska sommarspelen 2008

| Tävlande        | Viktklass           | Sextondelsfinal      | Åttondelsfinal       | Kvartsfinal          | Semifinal            | Återrunda 1          | Final                |
| Tävlande        | Viktklass           | Motståndare Resultat | Motståndare Resultat | Motståndare Resultat | Motståndare Resultat | Motståndare Resultat | Motståndare Resultat |
| --------------- | ------------------- | -------------------- | -------------------- | -------------------- | -------------------- | -------------------- | -------------------- |
| Murad Ramazanov | Fristil, fjädervikt | Odabasi (TUR) W 3-1  | Kim (KOR) W 3-1      | Batirov (RUS) L 3-0  | Gick inte vidare     | Huseynov (AZE) L 3-1 | Gick inte vidare     |

## Friidrott
- Huvudartikel: Friidrott vid olympiska sommarspelen 2008

Förkortningar
- Noteringar – Placeringarna avser endast löparens eget heat
- Q = Kvalificerad till nästa omgång
- q = Kvalificerade sig till nästa omgång som den snabbaste idrottaren eller, i fältgrenarna, via placering utan att uppnå kvalgränsen.
- NR = Nationellt rekord
- N/A = Omgången ingick inte i grenen
- Bye = Idrottaren behövde inte delta i denna omgång

Herrar
Fältgrenar
| Idrottare     | Gren    | Kval    | Kval      | Final           | Final           |
| Idrottare     | Gren    | Distans | Placering | Distans         | Placering       |
| ------------- | ------- | ------- | --------- | --------------- | --------------- |
| Redžep Selman | Tresteg | 15.29   | 37        | Gick inte vidre | Gick inte vidre |

Damer
Bana & landsväg
| Idrottare    | Gren  | Heat     | Heat      | Kvartsfinal      | Kvartsfinal      | Semifinal        | Semifinal        | Final            | Final            |
| Idrottare    | Gren  | Resultat | Placering | Resultat         | Placering        | Resultat         | Placering        | Resultat         | Placering        |
| ------------ | ----- | -------- | --------- | ---------------- | ---------------- | ---------------- | ---------------- | ---------------- | ---------------- |
| Ivana Rožman | 100 m | 12.92    | 7         | Gick inte vidare | Gick inte vidare | Gick inte vidare | Gick inte vidare | Gick inte vidare | Gick inte vidare |

## Kanotsport
Slalom
| Atanas Nikolovski | Herrarnas K-1 slalom | 92.63 | 21 | 88.56 | 15 | 181.19 | 19 | Gick inte vidare | Gick inte vidare | Gick inte vidare | Gick inte vidare | Gick inte vidare | Gick inte vidare |

## Simning
- Huvudartikel: Simning vid olympiska sommarspelen 2008

## Skytte
- Huvudartikel: Skytte vid olympiska sommarspelen 2008